# HMS Capetown (D88)
HMS «Кейптаун» (D88) (англ. HMS Capetown (D88) — військовий корабель, легкий крейсер типу «C» підкласу «Карлайль» Королівського військово-морського флоту Великої Британії за часів Другої світової війни.
HMS «Кейптаун» був закладений 23 лютого 1918 на верфі компанії Cammell Laird, Беркенгед. 10 квітня 1922 увійшов до складу Королівських ВМС Великої Британії.